# Jurij Rodionov
Jurij Rodionov (ur. 16 maja 1999 w Norymberdze) – austriacki tenisista, reprezentant kraju w Pucharze Davisa.

## Kariera tenisowa
W karierze wygrał pięć singlowych oraz jeden deblowy turniej rangi ATP Challenger Tour.
W 2017 roku, startując w parze z Michaelem Vrbenským, awansował do finału juniorskiego turnieju wielkoszlemowego Wimbledonu. Wówczas w finale austriacko-czeski debel przegrał z duetem Hsu Yu-hsiou-Axel Geller.
W 2020 podczas French Open zadebiutował w turnieju głównym imprezy wielkoszlemowej. Po wygraniu trzech meczów w kwalifikacjach zwyciężył w pierwszej rundzie z Jérémym Chardym. W drugiej rundzie natomiast przegrał z Norbertem Gombosem.
Najwyżej sklasyfikowany w rankingu gry pojedynczej był na 114. miejscu (12 czerwca 2023), a w klasyfikacji gry podwójnej na 268. pozycji (15 lipca 2019).

### Zwycięstwa w turniejach ATP Challenger Tour

#### Gra pojedyncza
| Końcowy wynik | Nr | Data            | Turniej    | Nawierzchnia  | Przeciwnik          | Wynik finału  |
| ------------- | -- | --------------- | ---------- | ------------- | ------------------- | ------------- |
| Zwycięzca     | 1. | 16 czerwca 2018 | Ałmaty     | Ceglana       | Peđa Krstin         | 7:5, 6:2      |
| Zwycięzca     | 2. | 9 lutego 2020   | Dallas     | Twarda (hala) | Denis Kudla         | 7:5, 7:6(10)  |
| Zwycięzca     | 3. | 23 lutego 2020  | Cuernavaca | Twarda        | Juan Pablo Ficovich | 4:6, 6:2, 6:3 |
| Zwycięzca     | 4. | 27 marca 2022   | Biel       | Twarda (hala) | Kacper Żuk          | 7:6(3), 6:4   |
| Zwycięzca     | 5. | 8 maja 2022     | Mauthausen | Ceglana       | Jiří Lehečka        | 6:4, 6:4      |

#### Gra podwójna
| Końcowy wynik | Nr | Data         | Turniej  | Nawierzchnia | Partner         | Przeciwnicy                        | Wynik finału   |
| ------------- | -- | ------------ | -------- | ------------ | --------------- | ---------------------------------- | -------------- |
| Zwycięzca     | 1. | 12 maja 2019 | Szymkent | Ceglana      | Emil Ruusuvuori | Gonçalo Oliveira Andrej Wasileuski | 6:4, 3:6, 10–8 |

### Finały juniorskich turniejów wielkoszlemowych w grze podwójnej (0–1)
| Końcowy wynik | Nr | Data          | Turniej           | Nawierzchnia | Partner          | Przeciwnicy              | Wynik finału |
| ------------- | -- | ------------- | ----------------- | ------------ | ---------------- | ------------------------ | ------------ |
| Finalista     | 1. | 16 lipca 2017 | Wimbledon, Londyn | Trawiasta    | Michael Vrbenský | Hsu Yu-hsiou Axel Geller | 4:6, 4:6     |